# Jämtland Basket
O Jämtland Basket, é um clube profissional de basquetebol sediado na cidade de Östersund, Jemtlândia, Suécia que atualmente disputa a Liga Sueca. Foi fundado em 1956 e manda seus jogos na Östersunds Sporthall.